# Касаткинский сельсовет
Каса́ткинский сельсове́т — муниципальное образование со статусом сельского поселения в составе Архаринского района Амурской области.
Административный центр — село Касаткино.

## История
18 ноября 2005 года в соответствии с Законом Амурской области № 91-ОЗ муниципальное образование наделено статусом сельского поселения.

## Население
| 2002 | 2010 | 2011 | 2012 | 2013 | 2014 | 2015 |
| ---- | ---- | ---- | ---- | ---- | ---- | ---- |
| 1072 | ↘768 | ↘764 | ↘736 | ↘703 | ↘683 | ↘591 |
| 2016 | 2017 | 2018 | 2019 | 2020 | 2021 |      |
| ↘566 | ↘537 | ↗549 | ↘547 | ↘539 | ↘515 |      |

## Состав сельского поселения
| № | Населённый пункт | Тип населённого пункта       | Население |
| - | ---------------- | ---------------------------- | --------- |
| 1 | Журавлёвка       | село                         | ↗171      |
| 2 | Касаткино        | село, административный центр | ↗242      |
| 3 | Новопокровка     | село                         | ↘77       |
| 4 | Сагибово         | село                         | ↗59       |